# Lomnice nad Lužnicí
Lomnice nad Lužnicí (německy Lomnitz an der Lainsitz) je město v okrese Jindřichův Hradec v Jihočeském kraji. Leží v severovýchodní části Chráněné krajinné oblasti Třeboňsko, deset kilometrů severozápadně od Třeboně. Žije v ní přibližně 1 800 obyvatel. Na město byla povýšena v roce 1382. 

## Historie
První písemná zmínka o Lomnici pochází z roku 1220, kdy byla Lomnice v držení Vítka z Klokot, předka třeboňsko-landštejnské větve Vítkovců. V roce 1265 je uváděn jako majitel Oldřich z Lomnice. Po něm se v držení střídali další Vítkovci. V letech 1341–1359 zde sídlil Vítek z Landštejna, jehož syn Vilém dosáhl v zemi významným proboštem a královským kancléřem. Zřídil na lomnickém hradě kapli Božího Těla a svatého Petra a Pavla (1359). Od roku 1381 byla vlastnictvím krále Václava IV., který ji roku 1382 povýšil na město; to se rozkládalo pod stejnojmenným hradem. Novým majitelem hradu a města se stal Oldřich II. z Rožmberka, který nechal hrad na konci husitských válek zbořit. Rožmberkové v okolí města nechali vybudovat řadu rybníků, např. Velký Tisý, Malý Tisý, Dvořiště a Rožmberk. Jejich stavitelem byl nejdříve počátkem 16. století Štěpánek Netolický který stál i u vzniku Zlaté stoky, později Jakub Krčín z Jelčan. Lomnice zůstala ve vlastnictví Rožmberků do roku 1611. Ve třicetileté válce bylo město těžce poničeno; 9. listopadu 1618 se poblíž odehrála bitva u Lomnice. Roku 1660 se stala majetkem Schwarzenbergů, kteří ji zakoupili s třeboňským panstvím. Přídomek „nad Lužnicí“ obdržela Lomnice v období josefínských reforem roku 1789, a to i přes to že je od Lužnice vzdálena přes dva kilometry. V období První republiky byla sídlem jednoho ze tří soudních okresů třeboňského politického okresu.

## Přírodní poměry
Město leží v chráněné krajinné oblasti Třeboňsko. V jižní části katastrálního území se nachází národní přírodní rezervace Velký a Malý Tisý, jejíž součástí je rybník Velký Tisý.

## Obyvatelstvo
| Rok            | 1869  | 1880  | 1890  | 1900  | 1910  | 1921  | 1930  | 1950  | 1961  | 1970  | 1980  | 1991  | 2001  | 2011  | 2021  |
| -------------- | ----- | ----- | ----- | ----- | ----- | ----- | ----- | ----- | ----- | ----- | ----- | ----- | ----- | ----- | ----- |
| Počet obyvatel | 1 954 | 1 820 | 1 934 | 1 774 | 1 869 | 1 884 | 1 751 | 1 627 | 1 748 | 1 608 | 1 580 | 1 574 | 1 585 | 1 744 | 1 701 |
| Počet domů     | 267   | 283   | 279   | 271   | 300   | 311   | 376   | 424   | 414   | 420   | 466   | 558   | 579   | 618   | 658   |

## Městská správa
V letech 1960–1990 k městu patřila Frahelž, od 1. ledna 1980 do 30. června 1990 Záblatí a od 1. ledna 1980 do 23. listopadu 1990 také Ponědraž.

### Městské symboly
Znak města je historický, vlajka byla městu udělena rozhodnutím předsedy Poslanecké sněmovny Parlamentu České republiky dne 19. května 1998.

## Doprava

### Železniční doprava
Kolem okraje města prochází trať 226 (Veselí nad Lužnicí – České Velenice), na níž se nachází železniční stanice Lomnice nad Lužnicí.
V současné době v této stanici z vlaků osobní dopravy staví pouze vlaky kategorie Os. Od roku 1957 však přes Lomnici nad Lužnicí projížděl mezinárodní spoj Vindobona. Od grafikonu 1993/1994 byl však vzhledem k nedostatečným traťovým rychlostem směrován přes Brno.
V roce 2024 pak skrze stanici v Lomnici projíždí mezinárodní spoj Silva Nortica (Praha - České Velenice - Gmünd - Vídeň) a rychlíky Lužnice (Praha - Veselí nad Lužnicí - České Velenice).

### Silniční doprava
Městem prochází silnice I. třídy číslo 24 (směr Veselí nad Lužnicí – Třeboň), II. třídy 148 (směr Lišov–Mláka). Ve městě končí silnice III. třídy (směr Záblatí).
Ve městě se nacházejí dvě autobusové zastávky:
- Lomnice nad Lužnicí, Václavské náměstí
- Lomnice nad Lužnicí, železniční stanice

Zastávky ležící mimo území města, nesoucí v názvu Lomnice nad Lužnicí:
- Lomnice nad Lužnicí, rozcestí Smržov
- Lomnice nad Lužnicí, hřbitov

## Školy
Budova obecné školy byla vzhledem ke zcela nevyhovujícímu stavu stávající školy vybudována z domu na náměstí vedle radnice v letech 1880–1882. Měšťanská škola na Václavském náměstí byla postavena během dvou let a vyučování v ní začalo v roce 1903. V roce 1921 měla obecná škola 367 a měšťanská 171 žáků. Od září 1938 se stala školou i pro okolní obce. Po druhé světové válce získala k užívání i 2. patro budovy MNV.
Od roku 1970 byly prováděny rozsáhlé rekonstrukce obou školních budov (ústřední topení, školní hřiště, fasády, okna, podlahy, atrium aj.). Interiéry školy byly modernizovány, vybudovány odborné učebny, kabinety, spojovací chodba se šatnami, upraveno respirium.
V současnosti je základní škola umístěna v budově na Václavském náměstí – 1. stupeň a v budově na náměstí 5. května – 2. stupeň, který se nachází i v nejvyšším podlaží přilehlé budovy městského úřadu. Obě hlavní školní budovy jsou propojeny spojovací chodbou se šatnami žáků. Součástí školy je i mateřská škola, která se nachází v samostatném, částečně oploceném areálu zahrady s prolézačkami a pískovištěm. Kapacita základní školy je 300 žáků a mateřské školy 80 dětí. Žáci nejsou jen z Lomnice nad Lužnicí, asi pětina jich dojíždí z okolních vesnic – Novosedly nad Nežárkou, Ponědrážka, Smržov, Záblatí, Frahelž, Kolence a Klec.

## Vybavenost
- Pošta
- Základní škola a Mateřská škola
- Zdravotnické středisko
- Dům s pečovatelskou službou
- Kanalizace
- ČOV
- Plynofikace
- Vodovod
- Obchod COOP
- Obchod Flop
- Penzion u radnice
- Bistro

## Pamětihodnosti
- Kostel svatého Václava v Lomnici nad Lužnicí byl založen v roce 1359 Vilémem mladším z Landštejna (vyšehradský probošt a nejvyšší kancléř Českého království) původně jako hradní kaple Božího Těla a svatého Petra a Pavla. Z této doby pochází dodnes jeho gotický půdorys, s rozvrhem lomené a parabolické křížové klenby presbytáře s opěráky. Strop lodi byl zřejmě podobně jako dnes plochostropý, pravděpodobně s dřevěným trámovým stropem.[4]
- Kostel svatého Jana Křtitele
- Zlatá stoka – Prvním významným stavitelem rybníků v této oblasti byl Štěpánek Netolický.[13] Kromě stavby několika velkých rybníků vybudoval Zlatou stoku (1506). Tento umělý průplav, dlouhý 42,6 kilometru, napájí velkou část přilehlých rybníků čerstvou vodou.[4]
- Radnice na náměstí
- Husova kaple z období první republiky
- Národní kulturní památka Rožmberská rybniční soustava[14]

## Rodáci
- Šimon Lomnický z Budče (1552–1623), český spisovatel
- František Čůta (1898–1986), český analytický chemik, profesor VŠCHT v Praze
- Jan Pfeiffer (1928–2019), lékař a profesor neurologie, skaut
- Jaroslav Weidmann (1884–1942), český důstojník a odbojář popravený nacisty

## Partnerská města
- Bad Großpertholz, Rakousko
- Dießen am Ammersee, Německo

## Galerie

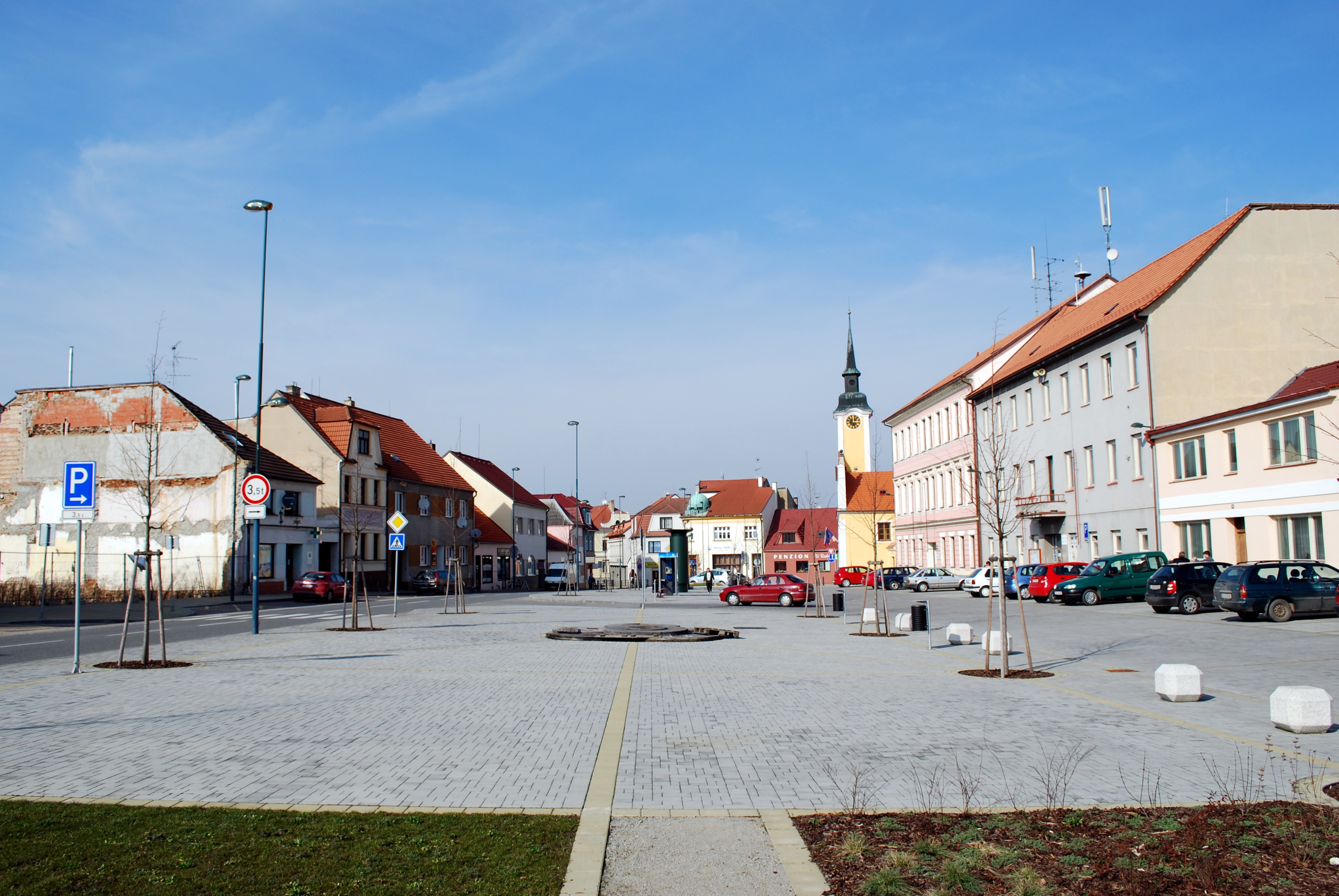
Lomnice
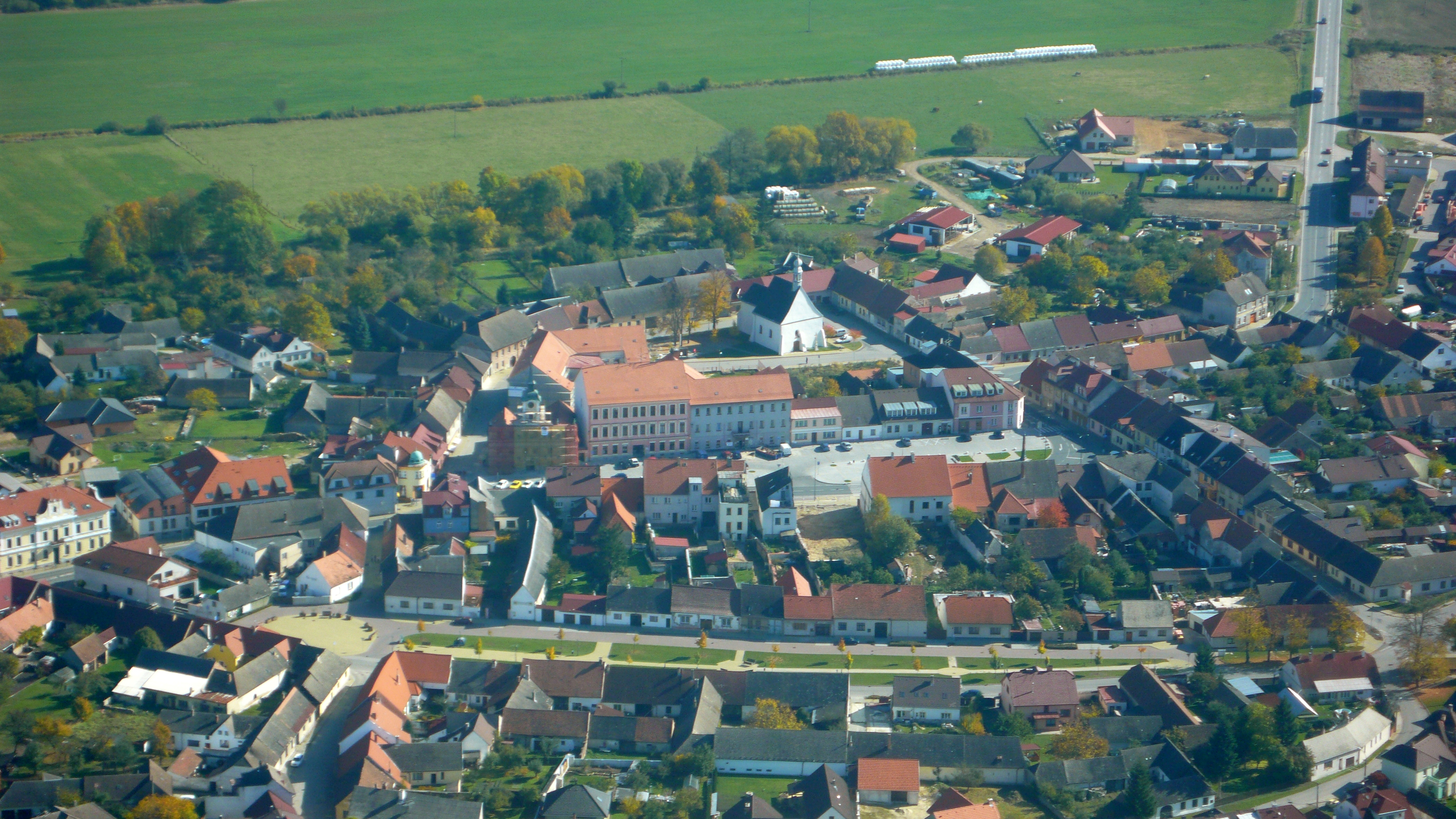
Lomnice z ptačí perspektivy
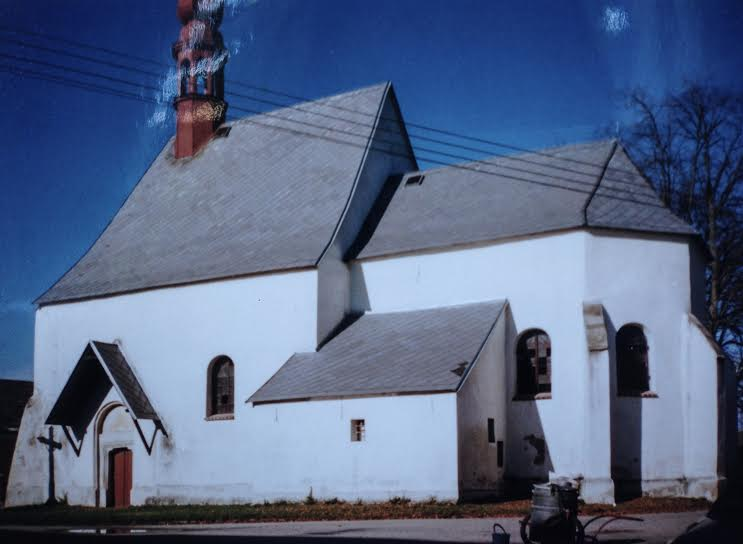
Kostel svatého Václava
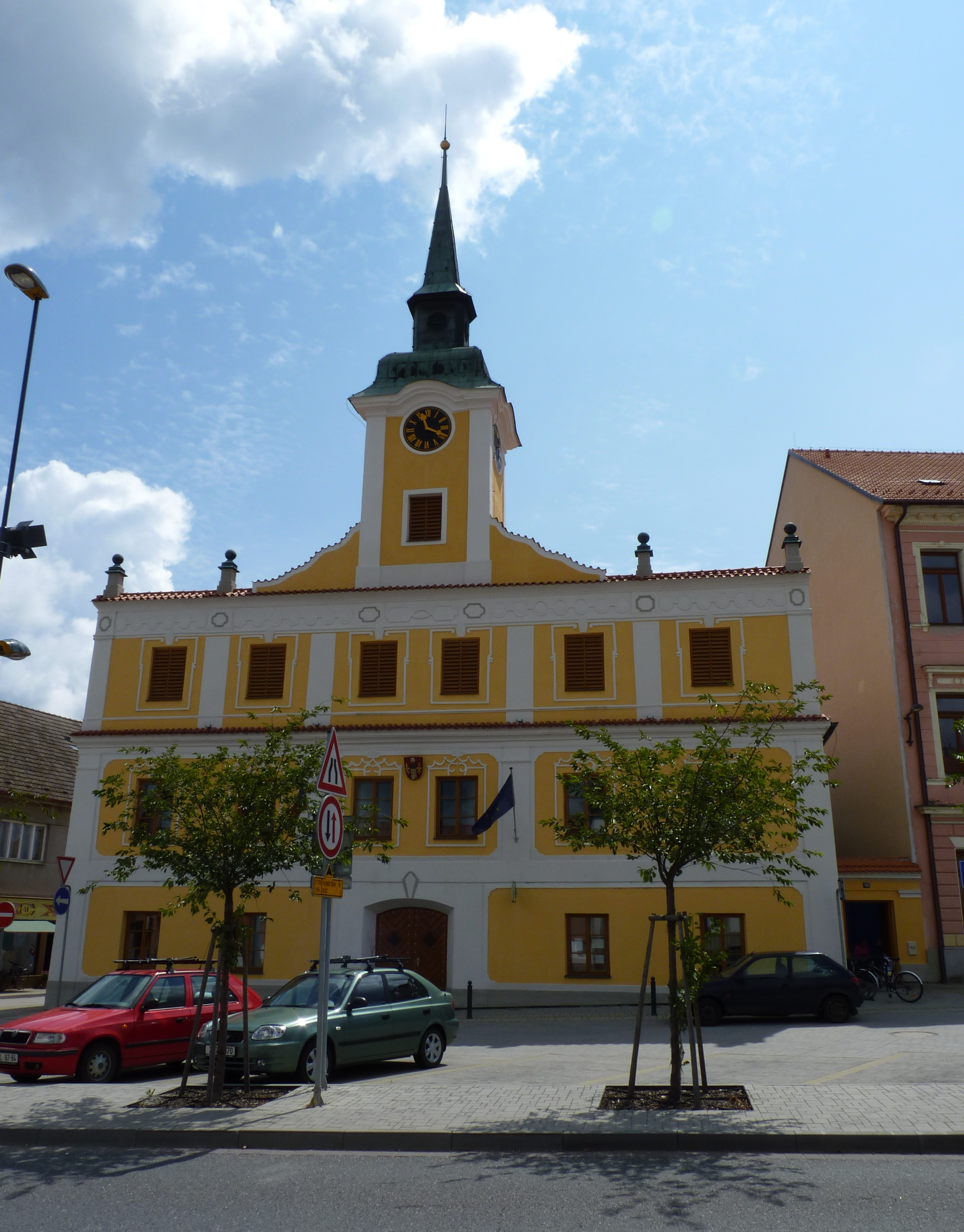
Radnice
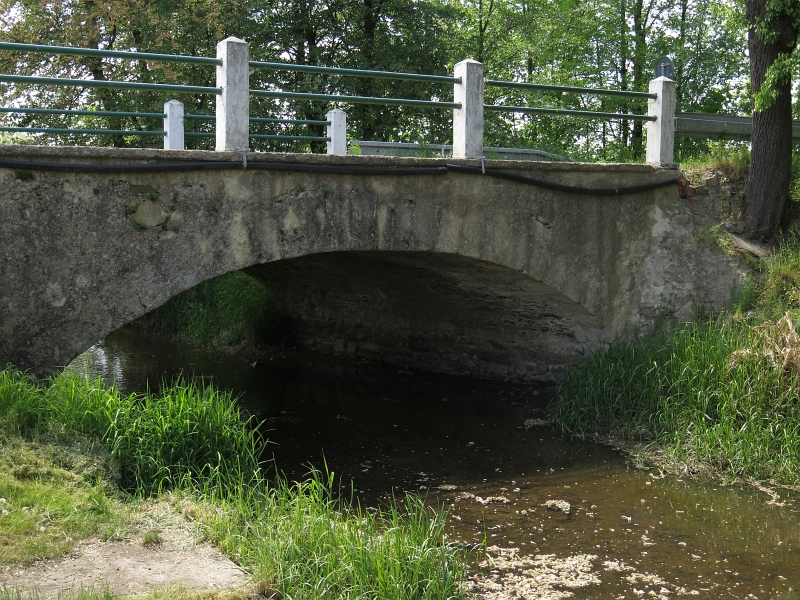
Silniční most
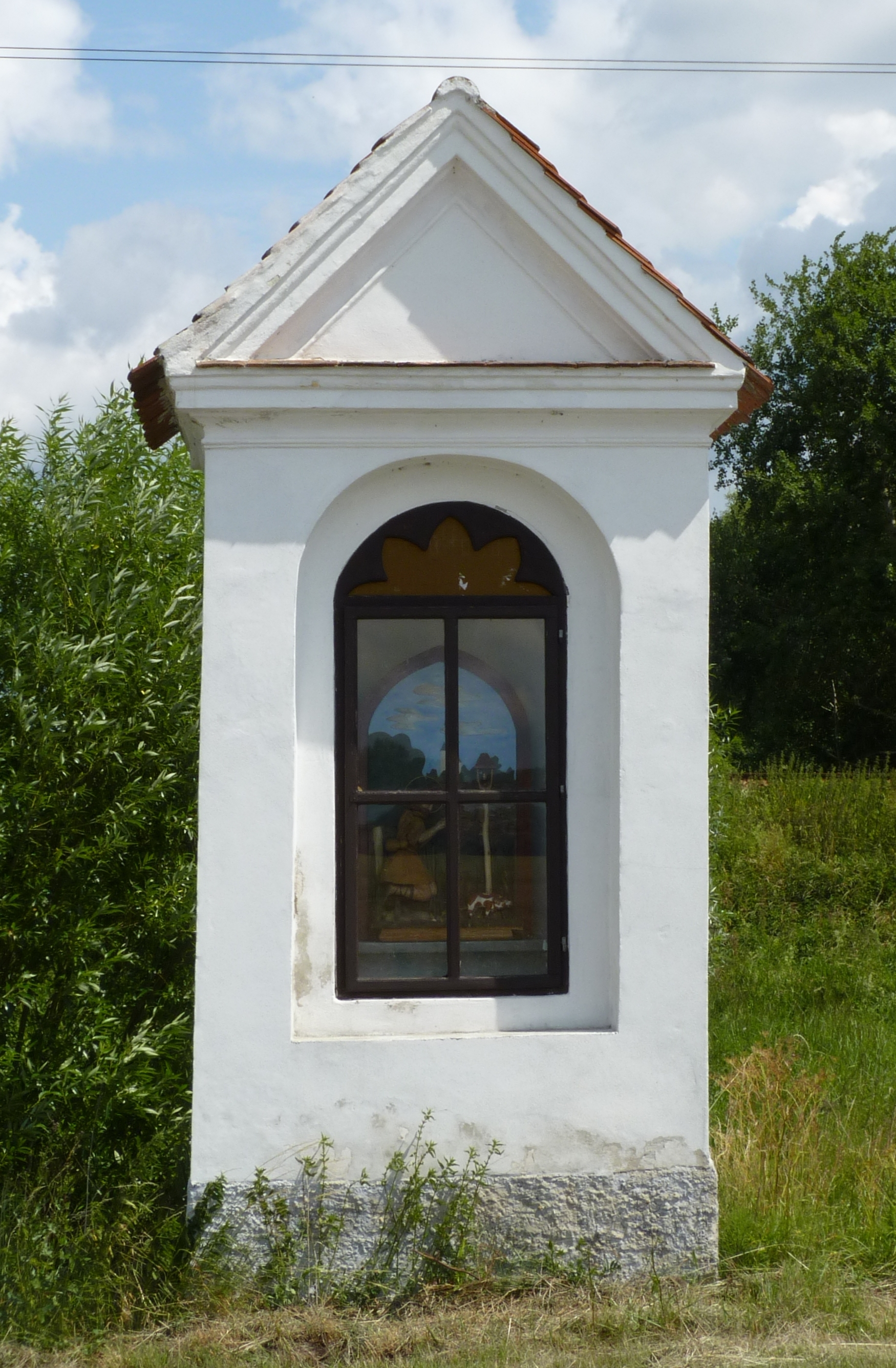
Lomnická kaplička